# Roberto Cofresí

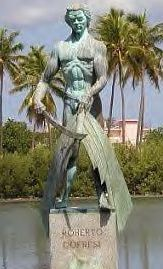
Standbeeld van Cofresí in Cabo Rojo

Roberto Cofresí y Ramírez de Arellano (Cabo Rojo, Puerto Rico, 17 juni 1791 - San Juan, 29 maart 1825) was een piraat van Puerto Ricaanse afkomst. Hij maakt deel uit van de folklore van Puerto Rico, waar hij El Pirata Cofresí ("De piraat Cofresí") genoemd wordt.

## Afkomst
Roberto Cofresí is geboren in Cabo Rojo op het eiland Puerto Rico, dat in die tijd Spaans gebied was.
Er bestaan twee versies over wie zijn vader was. Sommige bronnen geven aan dat het een Duitser was, genaamd Franz Von Kupferschein. Deze zou zijn naam in Cofresí veranderd hebben, omdat zijn echte naam te moeilijk was voor de Puerto Ricanen om uit te spreken. Anderen beweren dat zijn vader een Italiaan was uit de stad Triëst, met de naam Francisco Cofresí.
Wie zijn moeder was, is wel met zekerheid bekend. Zij kwam uit Cabo Rojo, en heette María Germana Ramírez de Arellano. Zij overleed toen Roberto vier jaar oud was.

## Piraat
Geboren aan de kust, droomde Cofresí er als klein kind al van om op zee te gaan. Hij had toen al een kleine boot, die hij El Mosquito ("de mug") noemde.
Toen hij volwassen was, was Spanje betrokken bij de napoleontische oorlogen. Cofresí maakte hier gebruik van door met zijn schoener Ana alle schepen aan te vallen die niet de Spaanse vlag voerden.
Hij had hiervoor echter geen kaperbrieven van Spanje meegekregen, zodat zijn acties illegaal waren. Hierdoor had hij dus ook van de Spaanse autoriteiten te duchten. De mensen die aan de kusten van Puerto Rico woonden, boden hem echter bescherming. Hij was onder hen erg populair. De Puerto Ricaanse historicus Aurelio Tío vermeldt dat hij zijn buit met de armen deelde, als een soort plaatselijke Robin Hood.

## Persoonlijk leven
Cofresí trouwde met Juana Creitoff, die afkomstig was van Curaçao. Zij kregen twee zoons, die kort na hun geboorte overleden. In 1822 kregen zij een dochter, die ze María Bernada noemden.

## Het einde
Het Spaanse bestuur kreeg veel klachten van andere landen wiens schepen door Cofresí waren overvallen. Hoewel zijn activiteiten de Spanjaarden eigenlijk wel goed uitkwamen, zagen zij zich toch gedwongen om er iets tegen te doen.
Nadat Cofresí een vloot van acht schepen had aangevallen, waaronder een schip van de Verenigde Staten, wilde dit land genoegdoening. Kapitein John Slout van de schoener Grampus ging een felle zeeslag met hem aan. Uiteindelijk wist hij Cofresí en 11 leden van zijn bemanning gevangen te nemen. Zij werden overgedragen aan de Spaanse regering, en vastgezet in het Castillo del Morro in de Puerto Ricaanse hoofdstad San Juan.
Cofresí werd berecht door een militair tribunaal en schuldig bevonden. Op 19 maart 1825 werd hij geëxecuteerd door een vuurpeloton. Hij ligt begraven op het oude kerkhof van San Juan. Zijn vrouw Juana overleed een jaar later.

## Moderne verwijzingen
De piraat Cofresí is zeer bekend op Puerto Rico. Mede door de manier waarop hij omging met de bevolking, is hij erg populair, en een onderdeel van de folklore van dit eiland geworden. In zijn geboorteplaats Cabo Rojo staat een standbeeld van hem, gemaakt door José Buscaglia Guillermety. Ook wordt hij bezongen in liederen en gedichten.
Er zijn verschillende boeken over hem verschenen:
- El Marinero, Bandolero, Pirata y Contrabandista Roberto Cofresí (Spaans), door Walter R. Cardona Bonet
- The Pirate of Puerto Rico (Engels), door Lee Cooper
- El Mito de Cofresí en la Narrativa Antillana (Spaans), door Robert Fernandez Valledor
- Das Kurge Heldenhafte Leben Des Don Roberto Cofresí (Duits), door Angelika Mectel
- Roberto Cofresí: El Bravo Pirata de Puerto Rico (Spaans), door Edwin Vazquez

Bewoners beweren dat er een schat van Cofresí begraven ligt in de grotten van Sabana Seca bij de plaats Toa Baja. Daar dicht bij staat het restaurant La Guarida del Pirata Cofresí ("De schuilplaats van de piraat Cofresí").
De plaats Cofresí in de Dominicaanse Republiek is naar hem vernoemd.